# جزع (حجر كريم)

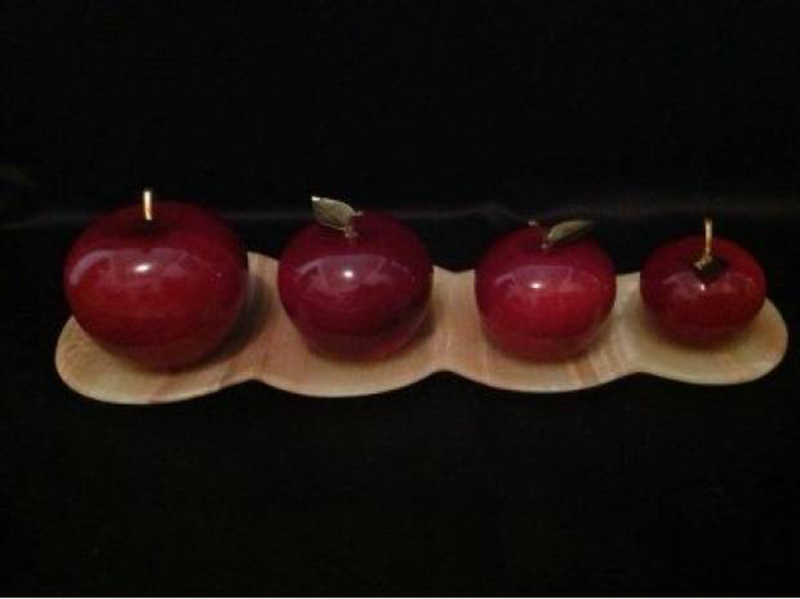
مشغولات يدوية.

الجَزْع أو الأونيكس في الترجمات الحرفية (باللاتينية: Onyx) حجر من الأحجار الكريمة. وهو حجر مشطب (مقطع) بألوان كثيرة، إذ يتقاطع البياض مع الألوان الصفراء والحمراء والسوداء، غالبا ما يوجد على شكل مستطيل، وهو مماثل للعقيق من حيث التكوين. من أسمائه : الجزع - الجزع العقيقي - العقيق العيني - جزع ظفار. وسمي جزع من الفعل جزع أي خاف وفزع، إذ يذكر أن هذا الحجر يثير الخوف في قلب من تختم أو تحلى به. ومسحوق الجزع (الأونيكس) يستخدم في جلو حجر الياقوت وتحسين لونه.

## صفاته
وهو حجر مشطب (مقطع) بألوان كثيرة، إذ يتقاطع البياض مع الألوان الصفراء والحمراء والسوداء، غالبا ما يوجد على شكل مستطيل، وهو مماثل للعقيق من حيث التكوين. من أسمائه : الجزع - الجزع العقيقي - العقيق العيني - جزع ظفار. وسمي جزع من الفعل جزع أي خاف وفزع إذ يذكر أن هذا الحجر يثير الخوف في قلب من تختم أو تحلى به. ومسحوق الجزع (الأونيكس) يستخدم في جلو حجر الياقوت وتحسين لونه.

## أماكن وجوده
اليمن - الصين - الهند - الولايات المتحدة الأمريكية - المكسيك - الأردن - تايلاند - سيريلانكا - جنوب أفريقيا - نيوزيلاندا - زائير - أرمينيا، يوجد بكثافة في جنوب مصر وبالتحديد في محافظة أسوان، وأغلبها من المرمر الأصفر المغذي بالعروق البيضاء، مع العلم أن بعض المعابد الفرعونية تحتوي على هذا النوع بالذات من الرخام. بل إن أشهر تمثال منحوت من المرمر هو ذلك التمثال الذي بمتحف الأقصر لرمسيس الثاني.

## المرمر الصناعي
يعتمد التصنيع بشكل أساسي على إنتاج القوالب. وتنتج بصفة عامة من الزجاج أو الخشب أو الألومنيوم وكذلك الرمل والأسمنت، وفي العادة ترتبط المواد المستخدمة في عمل القوالب بالعدد المطلوب إنتاجه بالمشروع، وهي إما قوالب نصفية عندما يكون النموذج متماثلا في الشكل، أو قوالب فصوص يضمهم قالب أساسي يغلفهم. ولسرعة الإنتاج يفضل عمل أكثر من قالب بما يساعد على سرعة الإنتاج كما يمكن استعمال القالب والصب في الفراغ المحيط، وفي هذه الحالة يستخدم المخلوط دون إضافة حصوة الرخام.
يتكون المخلوط من 98% بوليستر، 1% كوبالت،1% مصلد ثم يضاف إليهم بعض الصبغات المائية لعمل الملونات المطلوبة كما يمكن إضافة كمية من حصوة الرخام إلى المخلوط بنسبة 60% في حالة المنتجات المصمتة.

## ذكر الجزع في التراث العربي
ورد ذكر الجزع في قصائد امرئ القيس 
وقال الفرزدق